# Al primer toque
Al primer toque era un programa deportivo radiofónico de la emisora española Onda Cero. Radio Marca también emitió este programa, tras un acuerdo al que llegaron ambas emisoras. Fue creado en 2003 tras el hueco dejado por Supergarcía en la Hora Cero, el conocido programa deportivo de José María García. Tras pasar por diferentes etapas con sendos presentadores su último presentador fue el vitoriano Héctor Fernández.
Desde su comienzo, el programa había tenido la misma duración: de 12 de la noche a 1.30 de la madrugada. Desde el 29 de abril de 2013 se amplía media hora más su horario, hasta las 2 de la madrugada. Finalizó en 2016 para ser sustituido por El transistor de José Ramón de la Morena.

## La Brújula del Deporte
Tras la retirada de García, uno de sus comentaristas, Agustín Castellote, recogió el testigo de la noche en Onda Cero durante ocho meses, siendo el programa conocido por la denominación de La Brújula del Deporte. Tras este periodo de tiempo, Miguel Ángel García Juez dirigió el programa diez meses, hasta la llegada de Manu Carreño.

## EtapaManu Carreño
En 2003 se inicia la emisión del programa dirigido por Manu Carreño. Tras la finalización de la primera etapa, Carreño presentó junto a Ana García-Siñeriz el programa de televisión Lo + Plus, en Canal+. 

## EtapaJ.J. Santos
En septiembre de 2004 el testigo de Manu Carreño lo toma el periodista J.J. Santos. Tras reformar la estructura del programa y contar con nuevos colaboradores emprendió la segunda etapa.
Las secciones básicas eran:
- Mesa de redacción: que contaba con la colaboración de Roberto Palomar (Marca), Joan Poquí (El Mundo Deportivo), José Luis Carazo (Sport) y Eduardo Torrico (As), que debatían acerca del tema del momento.
- La voz de la calle: con Jaume Vidal, que expresaba su opinión de la actualidad deportiva de una manera peculiar y entrañable.
- Mensajes de los oyentes: cada cierto tiempo el director del programa leía los correos y mensajes enviados desde los teléfonos móviles de los oyentes, de tal forma que éstos podían interactuar en directo e incluso enviar su opinión mientras se estaba entrevistando a algún personaje.
- Entrevistas con los protagonistas de los temas de más actualidad.

La música jugaba un importante papel en esta etapa del programa, ya que se seleccionaban canciones de calidad tras el regreso de la publicidad. Además, su sintonía de apertura y cierre era el conocido tema Mi rumbita pa tus pies de Melendi.

## EtapaIñaki Cano
En septiembre de 2006, el programa pasó a estar dirigido por el periodista deportivo Iñaki Cano, que llevó a cabo una reestructuración del programa en cuanto a contenidos y horarios. Adoptó como sintonía de apertura una adaptación de Hermano enemigo, del grupo Cuatro Gatos.

## EtapaÁngel Rodríguez Berriguete
Ángel Rodríguez presentó el programa desde septiembre de 2007 hasta julio de 2012. El periodista formaba ya parte de Onda Cero, aunque trabajó antes para El Larguero de la Cadena SER. La música de cabecera es ahora un arreglo de Acabo de llegar, de Fito & Fitipaldis. Al igual que en otras temporadas, cuenta habitualmente con una sección de debate sobre los temas que están más de actualidad en el que participan algunos personajes conocidos como Alfonso Azuara, Gica Craioveanu o Javier Ares, a los que se une en 2008 Santiago Segurola, quien también afronta cada jueves el reto de responder las preguntas que le planteen los oyentes. Además, el ex-tertuliano de El Larguero de la Cadena SER pone el broche final al programa con una selección musical. También participan en el espacio de tertulia Antoni Daimiel, de Canal+; Juan Ignacio Gallardo, subdirector del diario Marca; Xavi Torres, de TV3; Cristina Cubero, de El Mundo Deportivo; Fernando Burgos, de Telemadrid; José Félix Díaz, de El Confidencial.com; y Chapi Ferrer, Gica Craioveanu, Ricardo Gallego y Xabier Azkargorta. Ángel Rodríguez también ha compaginado su labor en la Onda Cero con la de presentador de los deportes de Antena 3 Noticias 1, sustituyendo a Manu Sánchez. El sustituto de Ángel los viernes era hasta 2010 Félix José Casillas que ha pasado a presentar Onda Deportiva Madrid tras la marcha de José Luis Corrochano a la Cope.

## EtapaHéctor Fernández
El vitoriano presentó el programa desde septiembre de 2012 hasta julio de 2016. La sintonía del programa pasa a ser "What you know" del grupo Two Door Cinema Club y se llevan a cabo numerosos cambios en la estructura y colaboradores del programa, además del horario, que se extiende media hora más (es decir de 0:00 a 2:00) a partir del 29 de abril de 2013. En su primer año como presentador de Al Primer Toque, Héctor Fernández se rodea de Alberto Collado como productor y Carlota Vizmanos al mando de las redes sociales. Son también colaboradores habituales del programa Óscar Conde (que presenta además la edición de los viernes), Raúl Granado (encargado de cubrir la información del Rayo Vallecano) y Andrés Aránguez. A los mandos técnicos completa el equipo de forma habitual David Peñalba.
En la nueva etapa se mantienen en el programa voces como las de Santi Segurola del diario Marca, José Félix Díaz de ElConfidencial.com y las de otras de la propia casa como Javier Ares o Gica Craioveanu. En su primer año participa en el programa el exfutbolista Santiago Hernán Solari y en el segundo se incorporan Ángel Cappa y Fabio Cappello. También se incorporan desde la llegada de Héctor Fernández los corresponsales Sid Lowe (The Guardian) y Filippo Ricci (La Gazzetta dello Sport), y en su segunda temporada al mando lo hace Eleonora Giovio (Terra). Son habituales también en las tertulias Susana Guasch (La Sexta), Javier Gómez Matallanas (Diario As) y Julián Redondo (La Razón).
Del mismo modo es habitual la entrada en el programa de los periodistas que cubren la información de los distintos equipos, como Real Madrid (Fernando Burgos y Alberto Pereiro), FC Barcelona (Alfredo Martínez y Víctor Lozano), Atlético de Madrid (Jano Mori) o Valencia (Jordi Gosalvez, quien cierra los programas con un pequeño monólogo humorístico siempre despedido citando al fallecido entrenador Manolo Preciado con la frase "Buenas noches, canallas"). Otros colaboradores son Rafa Fernández (presentador de Radioestadio del motor), Miguel Venegas (fútbol internacional), Albert Arranz y David Camps (baloncesto).
Además es habitual encontrar a lo largo de la semana una serie de secciones especializadas como el "Safety Car" de los viernes, dedicada al fútbol británico con la colaboración de Juan Liverpool y Lover, también con edición los lunes bautizada como "Al Premier Toque". También se realiza de forma semanal una conexión con el corresponsal de la agencia EFE en Los Ángeles, Antonio Martín Guirado, sobre la NBA, y el espacio "Living in America", sobre béisbol y fútbol americano junto con Marco Chomón (jugador de los Osos de Rivas) y Dani García (Sports Made in USA). Además, todos los domingos, el exjugador de baloncesto Jorge Garbajosa se encarga de poner la banda sonora al fin de semana con una canción relacionada con lo sucedido en el mundo del deporte.
Al poco del aterrizaje de Héctor Fernández el programa recibió el premio PRNoticias 2012.